# Tussengerecht
Een tussengerecht is een gang in een menu. Het is een wat kleiner, lichter gerecht tussen twee hoofdgerechten ofwel tussen een voorgerecht en het hoofdgerecht en bedoeld als culinair rustpunt. Een tussengerecht kan ook worden geserveerd om de smaakpapillen na het vorige gerecht te neutraliseren of juist voor te bereiden op het komende gerecht.